# Familjekretsen
Familjekretsen är en roman av André Maurois, utgiven i Frankrike 1932 med titeln Le Cercle de Famille. Romanen översattes till svenska av Elsa Thulin 1933 och utgavs på Hugo Gebers Förlag.

## Handling
Romanen är en sedeskildring och läsaren får följa Denise Herpain från hennes barndom till vuxen ålder. Denise växer upp i en borgerlig miljö som dotter till en ullfabrikant. Hon har en ansträngd relation till den galanta och levnadsglada modern som ständigt bedrar den hygglige men svage fadern. Denise försöker därefter finna tröst i religion och filosofi och genomgår redan som ung en snabb intellektuell utveckling. Som vuxen finner hon emellertid att även hon, nu både mor och maka, är böjd att återupprepa vissa av moderns misstag. Efter flera dramatiska turer kan hon dock försonas med modern och sig själv.